# Apodemus speciosus
Apodemus speciosus (Аподемус рудий) — вид гризунів роду Apodemus.

## Середовище проживання
Ендемік Японії. Зустрічається від рівня моря до гірських районів у лісах, на луках і оброблених полях.

## Звички
Це наземний вид. 

## Загрози та охорона
Немає серйозних загроз для виду. Присутній у численних охоронних територіях.